# Self Help
«Auto Ayuda» —título original en inglés: «Self Help»—  es el quinto episodio de la quinta temporada de la serie de televisión The Walking Dead. Se estrenó el 9 de noviembre de 2014. Fue dirigido por Ernest Dickerson y el guion estará a cargo de Heather Bellson. Se estrenó el día 10 de noviembre de 2014 por la cadena Fox en España e Hispanoamérica.
El episodio recibió la aclamación crítica de los comentaristas, muchos de los cuales destacaron la actuación emocional de Michael Cudlitz y la revelación al final del episodio. Este episodio adapta material de Volumen 12: Life Among Them de la serie de cómics del mismo nombre.

## Argumento
Abraham Ford (Michael Cudlitz), Rosita Espinosa (Christian Serratos), Tara Chambler (Alanna Masterson), Maggie Greene (Lauren Cohan), Glenn Rhee (Steven Yeun), y Eugene Porter (Josh McDermitt) están en camino hacia Washington D. C. en el autobús de la iglesia. Después de pasar a un pequeño grupo de caminantes, un colapso mecánico hace que Abraham pierda el control del autobús que va a toda velocidad y choca con naufragios en la carretera, volteando el vehículo. Alertados por el ruido, los caminantes se dirigen hacia el vehículo impactado.
Con Abraham ligeramente conmocionado, Glenn organiza el grupo para luchar para salir del naufragio, matando a los caminantes. Un aterrorizado Eugene mira y salva la vida de Tara cuando está a punto de ser mordida. El autobús se incendia antes de que el grupo pueda recuperar sus suministros. Eugene sugiere regresar a la iglesia, pero un Abraham agitado exige que continúen hacia Washington y Glenn lo respalda después de asegurarse de que Abraham esté bien.
Esa noche, el grupo construye un campamento fortificado en una librería, y Rosita sutura una herida que sufrió Abraham en el choque. Más tarde, le agradece a Glenn por quedarse con él después del choque y dice que siente que el apocalipsis ha llegado a un punto en el que todos los que siguen vivos son muy fuertes. Más tarde, Eugene espía a Rosita y Abraham teniendo sexo. Después de que Tara lo atrapa y le dice que se ocupe de sus propios asuntos, Eugene le confiesa que él saboteó el autobús colocando vidrio triturado en la línea de combustible. No tiene ninguna explicación, aparte de que quería quedarse en la iglesia, aunque admite su temor a ser abandonado una vez que lleguen a Washington. Tara, sorprendida, promete mantener su secreto, pero le hace jurar que nunca volverá a poner en peligro al grupo. A la mañana siguiente, Rosita y Maggie sugieren quedarse en la librería un día más para descansar y recoger más suministros, pero Abraham vuelve a insistir en llegar a Washington. El grupo se encuentra con un camión de bomberos que inicialmente se inicia pero se detiene rápidamente nuevamente. Cuando Abraham verifica el motivo por el que se detuvo el camión de bomberos, el grupo inadvertidamente libera a un gran grupo de caminantes de la estación de bomberos. Están casi abrumados, pero Eugene es capaz de encender una manguera de alta presión encima del camión de bomberos que desgarra los cuerpos podridos de los caminantes, dejando a Abraham impresionado.
Más tarde, el camión de bomberos nuevamente se descompone en el medio de la nada. Glenn nota que el viento se ha levantado, que lleva un olor fétido, y mira por encima de una elevación para ver un rancho invadido por una enorme manada de caminantes. Todos comienzan a darse la vuelta y retroceder, pero Abraham una vez más insiste en que avancen. Rosita le ruega a Abraham que recobre sus sentidos, pero él agarra a Eugene y se dirige hacia el rancho. Glenn intenta detener a los dos, pero Eugene de repente grita y confiesa que ha estado mintiendo todo el tiempo: no es un científico y no sabe cómo salvar el mundo. Mientras el grupo observa con total sorpresa, Eugene dice que es solo "más listo" que otros y un muy buen mentiroso, pero también es un cobarde, y sintió que llegar a Washington era su mejor oportunidad de sobrevivir. Rosita está profundamente herida, lamentando que la gente haya muerto por él. Abraham lo golpea a Eugene, dejándolo inconsciente y ensangrentado. Abraham se aleja, cae de rodillas y comienza a llorar.
En una serie de flashbacks realizados poco después de que comenzara el apocalipsis, Abraham mata a un grupo de personas en una tienda de comestibles. Llama a Ellen, su esposa, y la encuentra escondida con sus dos hijos, Becca y A.J. Abraham les dice que están a salvo, pero los tres claramente están aterrados de él. A la mañana siguiente, Abraham se despierta y encuentra que Ellen y los niños se han ido, con una nota que dice: "No trates de encontrarnos". Abraham sale y los encuentra muertos, todos devorados por caminantes. Abraham saca una pistola, preparándose para suicidarse, pero escucha a un hombre gritando siendo perseguido por tres caminantes. El hombre se revela que es Eugene, y Abraham lo salva. A medida que Abraham se aleja para matarse como estaba previsto, Eugene rápidamente lo dimensiona, le dice que se encuentra en una misión muy importante a Washington, y le pide ayuda, brindándole a Abraham una nueva razón para vivir.

## Producción
El episodio se centra en el viaje a Washington, por lo que Andrew Lincoln, Norman Reedus, Chandler Riggs, Danai Gurira, Melissa McBride, Emily Kinney, Chad Coleman, Sonequa Martin-Green y Seth Gilliam no aparecen, pero igual son acreditados. Según el actor Michael Cudlitz a través de un tuit, los censores intentaron prohibir la emisión de este episodio. Aunque no hubo detalles sobre lo que pudo haber causado tal prohibición, las noticias se volvieron virales.

## Recepción

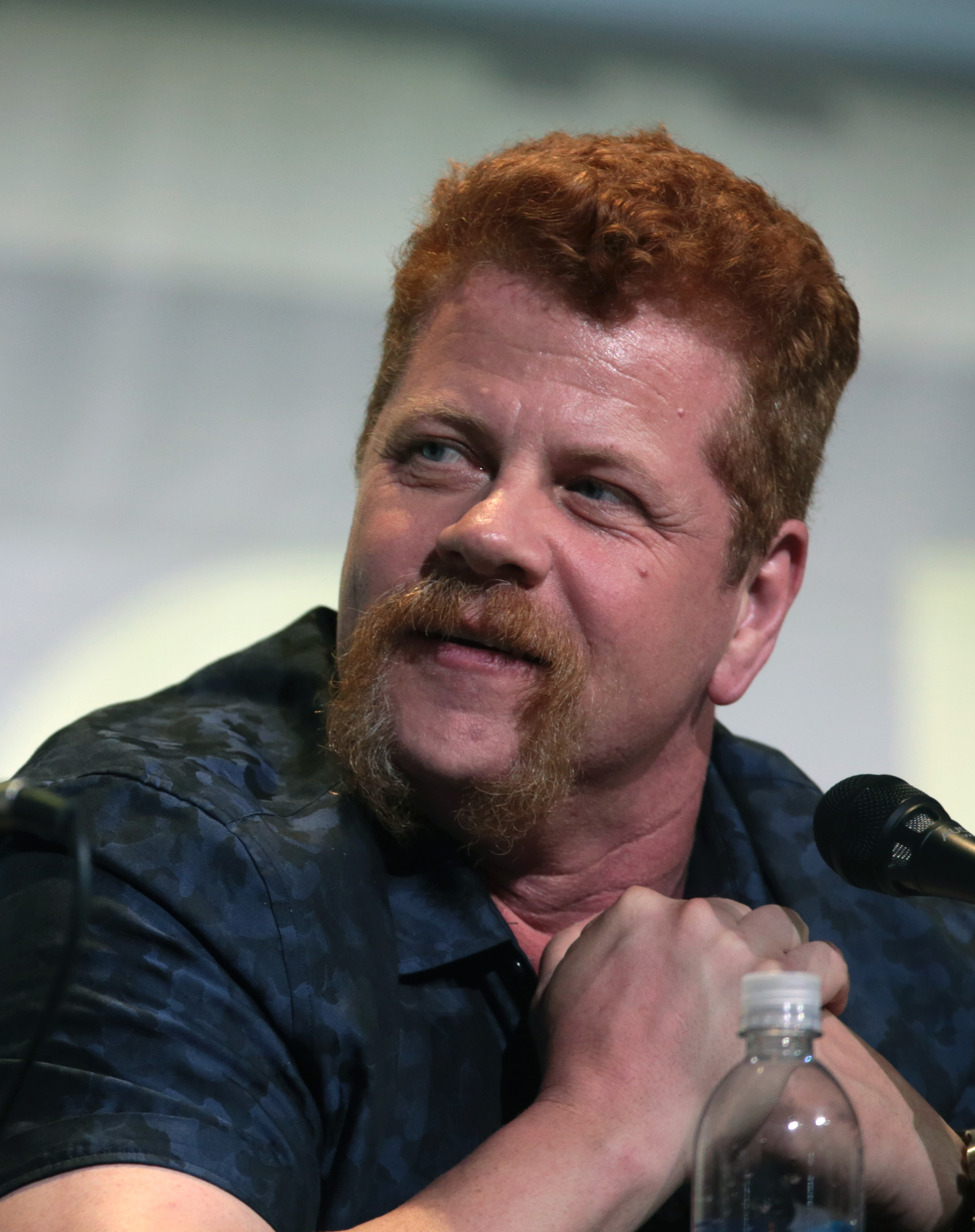
La actuación de Michael Cudlitz como El Sgto. Abraham Ford en el episodio fue muy elogiada por los críticos de televisión.

Tras la transmisión, el episodio fue visto por 13.53 millones de televidentes estadounidenses con una calificación de entre 18 y 49 de 7.0, una disminución en la audiencia de la semana anterior que tuvo 14.518 millones de espectadores 18-49 y una calificación de 7.6.
En el Reino Unido, el episodio fue visto por 1.146 millones de espectadores, lo que lo convierte en la transmisión de mayor audiencia de esa semana. También recibió 0.096 millones de televidentes en el cambio de horario. In Australia, it received 0.087 million viewers, making it the highest-rated cable broadcast that day.
El episodio fue aclamado por la crítica, con muchas críticas elogiando la actuación emocional de Michael Cudlitz en el episodio.
Zack Handlen de The A.V. Club le dio al episodio una calificación A.
Isabelle Khoo de Huffington Post dijo acerca de los flashbacks "Aunque estaba intrigada por saber más sobre este personaje tan fuerte, me sentí un poco decepcionada por los flashbacks salpicados a lo largo del episodio. En primer lugar, cada uno de ellos duraron menos de dos minutos, y segundo, las transiciones fueron extrañamente abruptas y a veces confusas. Sin embargo, los flashbacks nos dieron una burla del pasado de Abraham ".
Matt Fowler de IGN le dio al episodio un 8.3 de 10, diciendo que el episodio "le dio a Abraham y Eugene su primera historia real de construcción de personajes desde que llegaron a la serie en febrero pasado. Eugene estaba usando a Abraham para sobrevivir y a pesar de la gran traición, Abraham estaba usando la mentira de Eugene para ayudar a facilitar su propia negación inconsciente. Un dolor interno que se manifestó físicamente a través de su propia y sangrienta mano ".